# 1411 Brauna
1411 Brauna è un asteroide della fascia principale del diametro medio di circa 31,17 km. Scoperto nel 1937, presenta un'orbita caratterizzata da un semiasse maggiore pari a 3,0017822 au e da un'eccentricità di 0,0580395, inclinata di 8,03964° rispetto all'eclittica.
L'asteroide è dedicato a Margeret Braun, moglie di Heinrich Vogt, cui è stato dedicato anche 1410 Margret.